# Ricardo Hill
Ricardo Guillermo Dominguez Hill (Coyoacán, 27 de julio de 1962) es un actor y humorista y actor de doblaje mexicano. 
En el doblaje, se lo conoce por ser la voz de Kaiosama en la franquicia Dragón Ball Z, Rojo en La vaca y el pollito y Soy la Comadreja, En Las Chicas Superpoderosas, al gato Silvestre de los Looney Tunes y a Andy Dufresne (Tim Robbins) en la película The Shawshank Redemption, entre muchos otros personajes de una gran y extensa carrera.

## Estudios académicos y artísticos
Cursó la Escuela Nacional Preparatoria e ingresó a la Universidad Nacional Autónoma de México donde realiza sus estudios de Contaduría pública, misma que no concluiría debido a que decidió dedicarse a otras actividades artísticas, teniendo estudios en el Instituto de Arte Escénico y el Instituto Andrés Soler.

## Parte de sus trabajos realizados
El actor ha incursionado en diversos trabajos a lo largo de su carrera artística, como locutor y actor de radionovelas, actor de teatro, actor para spots de televisión y espectáculos para bares etc.
Es conocido por diversos trabajos en el medio, utilizando su voz para adaptar al español a personajes de los más diferentes y variados shows de televisión y cine. Su papel más conocido como humorista, realizando la parodia del reportero Joaquín López Doriga periodista de importancia en México y que labora para la cadena Televisa.
Como "Joaquín López Doriga" o el "Teacher", Ricardo Hill es conocido por imitar de manera sobresaliente la forma de hablar y los manerismos del reportero.
Otros de los personajes que él ha parodiado son: Jacobo Zabludowsky, Felipe Calderon y David Faitelson entre muchos otros personajes públicos de México. También se ha presentado en varias obras teatrales representando a los personajes que el mismo parodia.
También se ha desempeñado como actor de doblaje, varios de sus personajes más conocidos han sido: Silvestre de Looney Tunes, El Hombre sin pantalones (de la vaca y el pollito), Julian Solo (Poseidón) de Saint Seiya, Kaio-Sama de Dragon Ball Z, y como el maestro de Fly, Aban en "Las Aventuras de Fly" (Dragon Quest) entre muchos otros.
Como actor de doblaje también es conocido por interpretar a Dragon Shiryu en las películas de Saint Seiya (Los Caballeros del Zodiaco) en reemplazo del actor Ricardo Mendoza. Como Shiryu su interpretación es semejante a la de su homólogo japonés, Hirotaka Suzuoki.

## Incursiones como comediante

### Series de televisión
- La Parodia
- La Hora Pico
- El privilegio de mandar
- Los Perplejos
- Los Comediantes
- Al Ritmo de la Risa
- Valientes o... ¿dementes? (voz en off)

### Obras de teatro
- El privilegio de transar (dirigida por él mismo y A. Villalpando)
- Tenorio Cómico
- El Coyote Cojo

## Otros

### Telenovelas
- Qué bonito amor (producida por Salvador Mejía) (2013)
- Por ella soy Eva (producida por Rosy Ocampo) (2012)
- La Parodia (producida por Carla Estrada) (2007)

### Cine
- Escándalo Secreto, en plena cuarentena (2022) - El Ticher[1]
- Dunas (de David Lynch)
- El tahúr (de Rogelio A. Gonzalez)
- Los albañiles (de Miguel A. Martínez)

### Radionovelas
- Mozart
- Caricaturas al aire
- Complot deportivo

### Locución comercial
- Marinela
- IBM
- VW
- Fuji
- McDonalds
- Coca-Cola
- Barcel